# 金貨を秤る女
『金貨を秤る女』（きんかをはかるおんな、独: Die Goldwägerin、英: The Goldweigher）、または『金貨を秤る女のいる室内』（きんかをはかるおんなのいるしつない、英: Interior with a Woman Weighing Gold Coin）は、オランダ黄金時代の画家ピーテル・デ・ホーホがキャンバス上に油彩で制作した絵画である。画家がデルフトから移ったアムステルダムで1664年ごろに描かれた。1910年にパリで購入され、現在、ベルリンの絵画館に所蔵されている。

## 作品

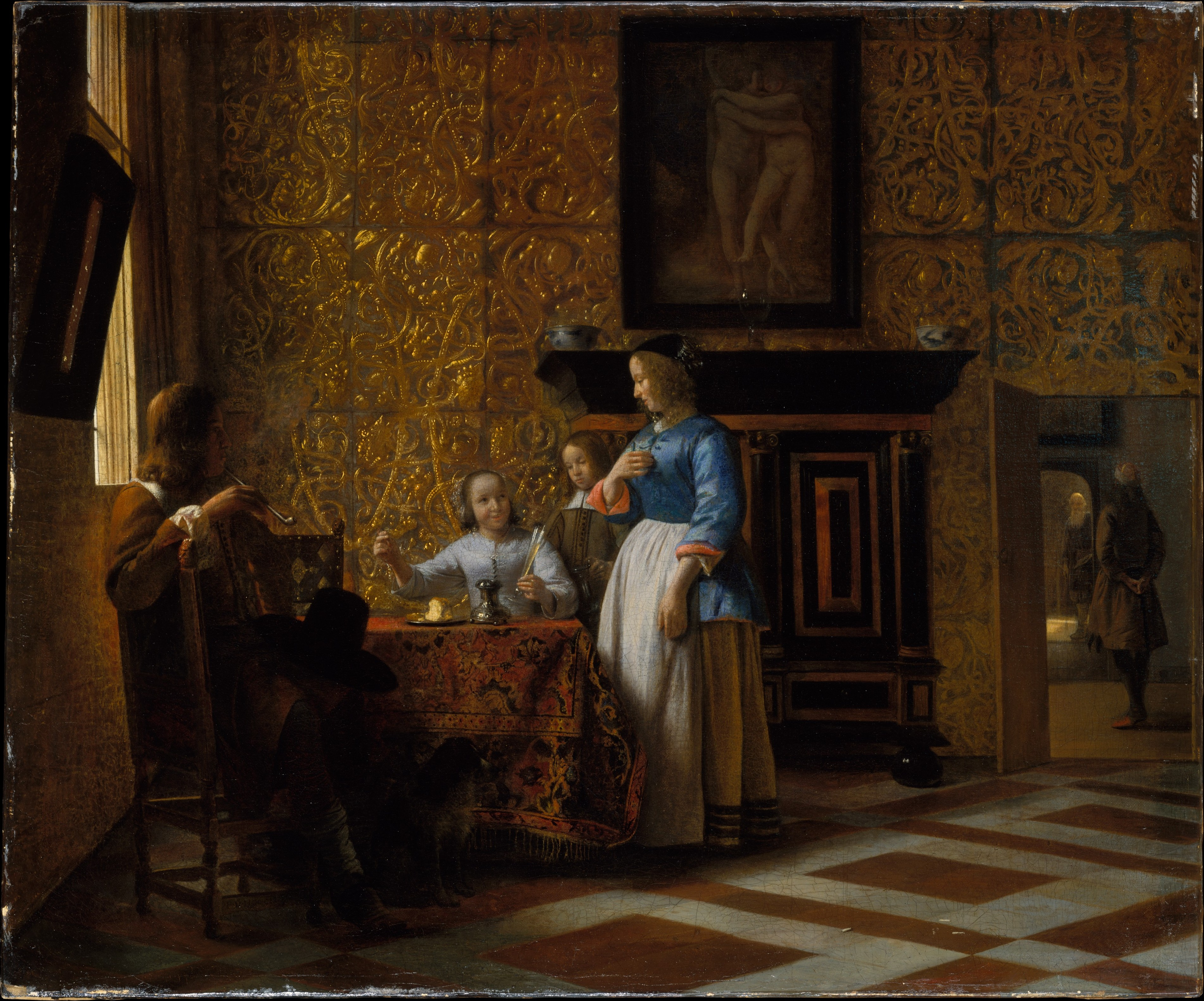
ピーテル・デ・ホーホ『優雅な空間で過ごす余暇』(1663-1665年頃)、メトロポリタン美術館、ニューヨーク。デ・ホーホのアムステルダム時代の作品

アムステルダムに移ってからのデ・ホーホの絵画は華美で、時にけばけばしいほどの色彩の取り合わせと強烈な明暗の対比を特徴とするようになり、デルフト時代の絶妙な光の諧調の表現はすっかり後退してしまう。主題に関しても、繁栄の最中にある大都会の顧客の趣味を反映してか、流行の衣装を着た男女の賑やかな奏楽の集いなどが多数を占めるにいたった。

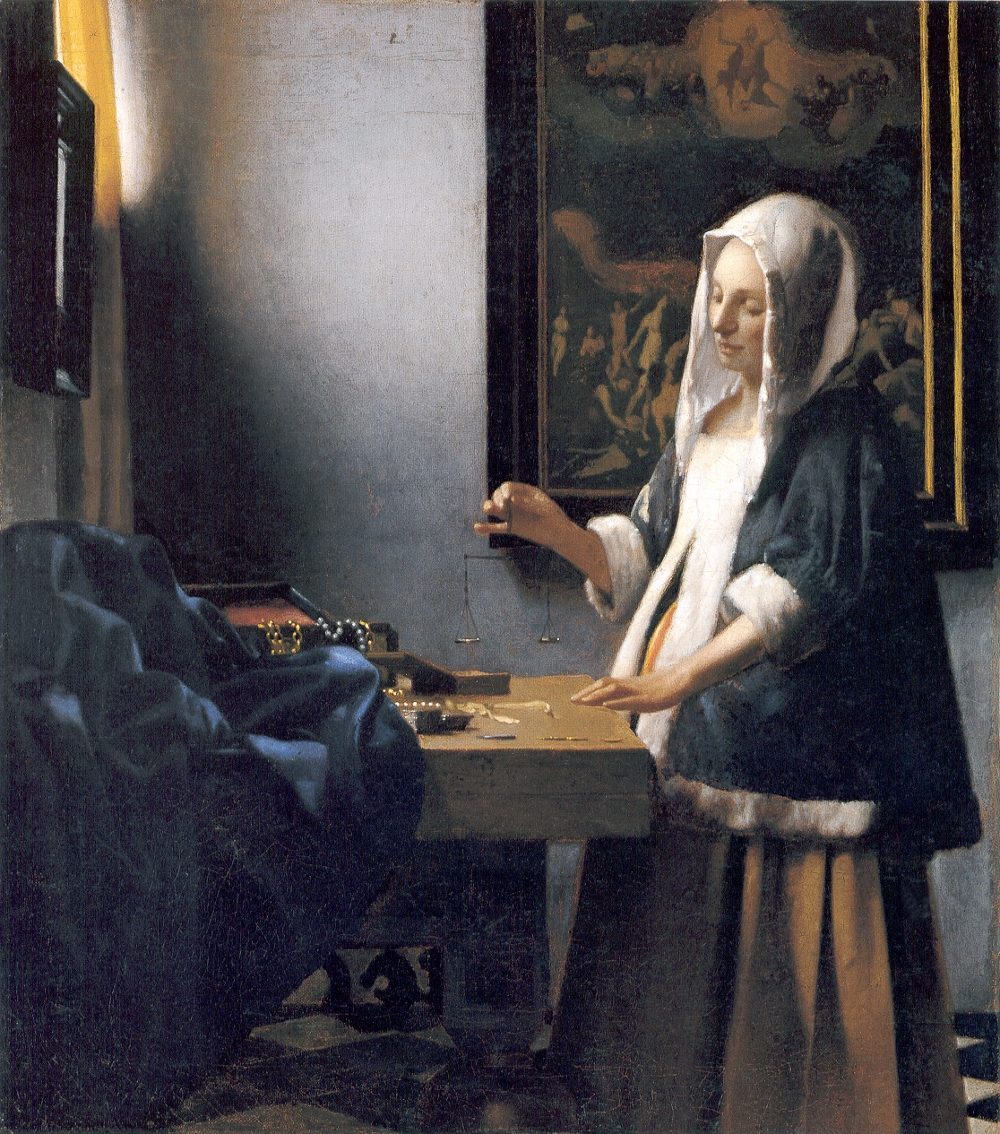
『天秤を持つ女』(1662-1663年)、ワシントン・ナショナル・ギャラリー

そうした作品の中にあって、かつての好敵手フェルメールの『天秤を持つ女』 (ワシントン・ナショナル・ギャラリー) に対抗して描かれた本作は女性単身像であり、例外的な作品である。半ば開かれた窓から入る光の中、若い女性が机の上で秤の上に載せた金貨の価値を調べている。デ・ホーホの描写は暖かな雰囲気を持ち、色彩豊かなものである。色彩の点で、作品の基調をなすのは壁の金色の皮革装飾であり、それが女性の深い青色、赤色と対比されている。
フェルメールとデ・ホーホの作品は、類似しているだけにかえって2人の画家の解釈と表現の違いを明らかにしている。すなわち、フェルメールが緊張と静寂に満ちた瞬間を「永遠の相のもとに」固定したのに対し、デ・ホーホはあくまでも日常的な視点から秤に金貨を載せる直前の一瞬をスナップ写真のように捉えているのである。また、フェルメールの『天秤を持つ女』の背景には深遠な画中画が登場しており、道徳的、象徴的意味合いもあるが、そうしたものはデ・ホーホの『金貨を秤る女』には存在しない。背景の壁に見られる皮革装飾は当時、オランダとフランドルの裕福な市民家庭で流行したものであるが、小部屋の女性1人を表したこの種の絵画の背景としてはきらびやかすぎる印象を与える。